# Subotica
Subotica (in serbo Суботица?; in ungherese Szabadka; in tedesco Maria-Theresiopel o Theresiopel; in romeno Subotica o Subotița; in italiano storico Maria Teresiopolio Subótizza) è una città e una municipalità della Serbia settentrionale, nella provincia autonoma della Voivodina.

## Geografia fisica
Si trova nel Bacino Pannonico a 46.07 ° Nord, 19.68 ° Est, a circa 10 km dal confine con l'Ungheria, la posizione la rende la città più settentrionale della Serbia. Si trova nelle vicinanze del lago Palić. 
È la seconda città per dimensioni della Voivodina dopo il capoluogo Novi Sad, con 148.401 abitanti (secondo il censimento del 2002). La città è il centro amministrativo del distretto della Bačka Settentrionale.

## Una città con tanti nomi
Nel corso della storia sono state utilizzate almeno due centinaia di diverse forme nominali per indicare la città di Subotica. Questo è dovuto al fatto che Subotica ha accolto fin dai tempi del Medioevo diversi popoli. Essi hanno scritto della città utilizzando le loro lingue, le quali, per la maggior parte, non hanno fissato la loro grafia definitiva fino all'era moderna.
La prima forma conosciuta del nome della città è Zabadka, riportata nel 1391. Questa è una variante dell'attuale versione ungherese del nome della città, Szabadka.
Tuttavia nella moderna grafia ungherese ora utilizzata essa appare relativamente tardi, solo nel 1679. Il nome ungherese della città deriva dall'aggettivo szabad, che significa "libero", e dal suffisso -ka, un diminutivo affettuoso. Il primo riferimento nominale a Subotica indicava quindi qualcosa come "piccolo" o "caro", "libero luogo".
Il nome attuale Subotica deriva invece dalla parola serba e croata utilizzata per indicare il "Sabato" o "Sabbath" e apparve per la prima volta nel 1653. Il sabato in serbo e in croato viene infatti indicato con la parola subota, pertanto il sostantivo Subotica significa "un piccolo Sabato".
La città venne ribattezzata nel 1740 da Maria Teresa d'Austria, Arciduchessa d'Austria e Regina di Boemia e Ungheria. Subotica venne ufficialmente chiamata Szent-Maria (Santa Maria) nel 1743, ma venne di nuovo rinominata nel 1779, proprio in onore di Maria Teresa, Maria-Theresiapolis. Questi due nomi ufficiali venivano poi scritti in numerosi modi (il più comune il tedesco Maria-Theresiopel), e vennero usati in lingue diverse. Questa denominazione venne abbandonata definitivamente nel 1811 (con anche i Tedeschi del Danubio, i Donauschwaben, che si riferivano alla città utilizzando il nome serbo di Subotica, pronunciandolo Suboditsa).

## Storia

### Il Medioevo e la lotta con l'Impero Ottomano
Subotica divenne probabilmente un insediamento di rilievo quando le popolazioni dei villaggi vicini distrutti si riversarono nella zona durante le invasioni tatare del 1241-1242. Quando Zabadka venne per la prima volta menzionata nel 1391, essa era una piccola città nella parte centrale del Regno medievale d'Ungheria. In seguito la città venne governata dagli Hunyadi, una delle famiglie aristocratiche più influenti dell'intera Europa centrale.

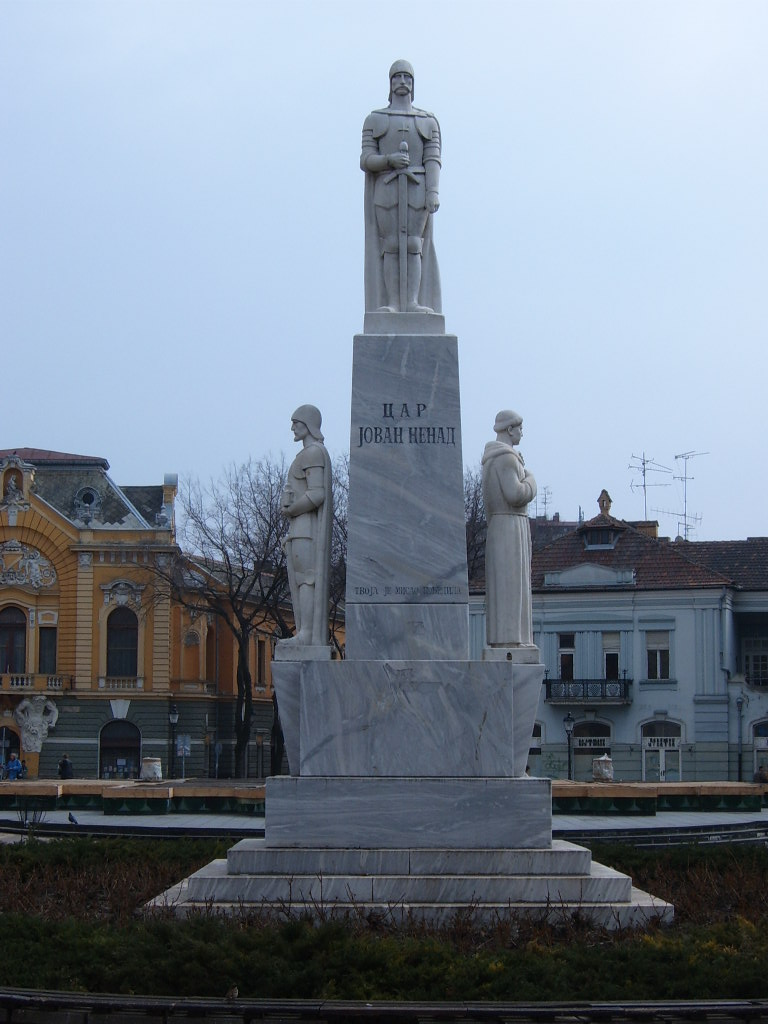
Statua dello tsar Jovan Nenad a Subotica

Re Mattia Corvino d'Ungheria affidò la città a uno dei suoi parenti, János Pongrác Dengelegi, che, temendo un'invasione ottomana, fortificò il castello di Subotica, costruendo una fortezza nel 1470.
Alcuni decenni dopo (dopo la battaglia di Mohács del 1526) il Regno medievale di Ungheria collassò e Subotica divenne gradualmente una città di confine, molto vicina ai territori dell'Impero ottomano. La maggior parte della popolazione ungherese fuggì verso nord, verso l'Ungheria interna. La fuga coinvolse anche Bálint Török, il nobile locale che aveva guidato la città.
Nella situazione estremamente confusa sul piano militare e politico che seguì la battaglia di Mohács, Subotica divenne una città controllata dalle truppe mercenarie serbe reclutate nel Banato. Questi soldati erano al servizio del generale transilvano Giovanni I Zápolya, che in seguito divenne un re ungherese.
Il comandante di queste truppe, Jovan Nenad il Nero, si autoproclamò tsar e fondò un effimero stato indipendente con capitale proprio nella città di Subotica. Lo stato comprendeva l'intera Bačka, il Banato settentrionale e una piccola parte dello Srem. Quando Bálint Török ritornò in città e riconquistò Subotica, lo tsar Jovan Nenad spostò la sua capitale a Seghedino. Alcuni mesi dopo, nell'estate del 1527, l'autoproclamato imperatore venne assassinato e il suo stato collassò.
I Turchi controllarono la città dal 1542 al 1686. Alla fine di questo lungo periodo, durato 150 anni, non rimase molto della vecchia città di Zabadka. Poiché gran parte della popolazione di Subotica era scappata verso nord, gli Ottomani incoraggiarono l'insediamento nella zona di diversi coloni provenienti dai Balcani. I nuovi abitanti erano soprattutto Serbi ortodossi.
Essi si dedicarono alla coltivazione della terra attorno a Subotica, estremamente fertile. Nel 1687 la regione venne colonizzata da Dalmati cattolici (oggi chiamati Bunjevci).

### Guerre per l'indipendenza e rivoluzioni

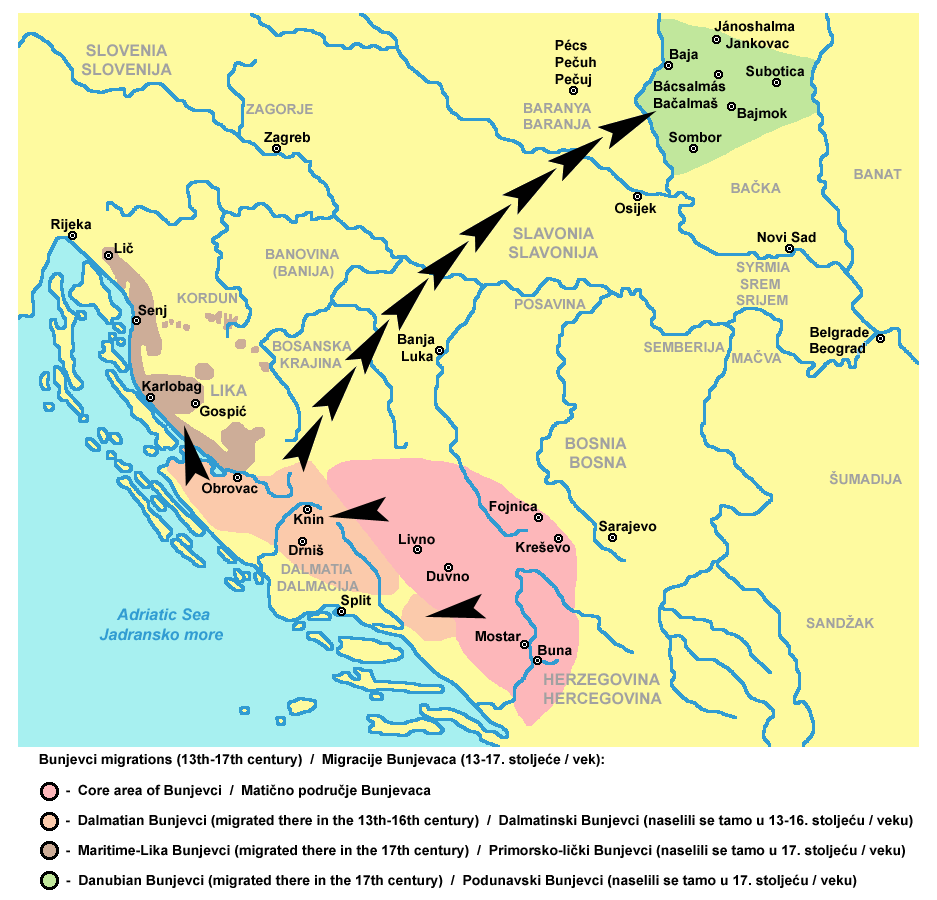

Dopo la decisiva battaglia contro i turchi a Senta (Zenta) guidata dal principe Eugenio di Savoia l'11 settembre 1697, Subotica divenne parte del confine militare della zona Tibisco-Maros istituito dagli Asburgo. Nello stesso tempo scoppiarono le rivolte di Francesco II Rákóczi, conosciute con il nome di Guerra di Koruc. Nella regione di Subotica, Rákóczi si unì alla battaglia contro la Milizia Nazionale Ràc. Rác è un termine ungherese che indica le popolazioni slave meridionali (principalmente Serbi e Bunjevci), spesso conosciute come rácok in Ungheria. In un periodo successivo rácok andò a definire soprattutto i Serbi di religione ortodossa.
Le famiglie militari serbe godettero di diversi privilegi per i loro servizi alla monarchia asburgica. Subotica si trasformò gradualmente da una città militare di difesa a una città commerciale, con la sua prima carta civile nel 1743. Venendo meno l'importante ruolo difensivo della città, i Serbi, apprezzati guerrieri, persero gran parte dei loro privilegi. La maggior parte di loro lasciarono per protesta la città e formarono un nuovo insediamento giusto fuori Subotica nel XVIII secolo in Aleksandrovo.
È forse per enfatizzare la nuova serenità civica che regnava a Subotica che venne scelto il nuovo pio nome della città, Santa Maria. Alcuni decenni dopo, nel 1779, l'imperatrice Maria Teresa d'Austria, modificò il ruolo della città, proclamandola una libera città reale. I cittadini, entusiasti, rinominarono Subotica Maria-Theresiopolis.
Questo nuovo status dette un grande slancio demografico ed economico: nel XIX secolo essa raddoppiò la propria popolazione e divenne una città d'immigrazione per le altre zone dell'Impero asburgico. Questo comportò delle modifiche nella composizione etnica della città: ai Bunjevci, che erano ancora la maggioranza, si aggiunsero un numero sempre più numeroso di Ungheresi e di Ebrei. Questo processo non venne interrotto nemmeno dallo scoppio della Rivoluzione ungherese del 1848/49.
È significativo il fatto che, nonostante le diverse origini etniche, i cittadini di Subotica (principalmente Bunjevci e Ungheresi) si unirono per difendere Subotica nella battaglia a Kaponya, il 5 marzo 1849. Essi respinsero l'avanzata delle truppe serbe da Sombor verso Seghedino. Il primo giornale della città era inoltre un risultato dello spirito rivoluzionario degli anni 1848 e 1849. Venne chiamato infatti Honunk állapota ("Stato della Nostra Patria") e venne pubblicato in ungherese dalla locale stamperia di Károly Bitterman.
A seguito della repressione della rivoluzione Ungherese, l'Ungheria venne amministrata dal barone Alexander von Bach dal 1849 al 1860. Durante questo periodo, Subotica, assieme all'intera regione di Bačka, venne separata dall'Ungheria per volontà degli Asburgo per formare una provincia autonoma austriaca, chiamata Voivodina di Serbia e Tamiš Banato. Il centro amministrativo di questa nuova provincia non era però Subotica, ma Timișoara.

### Dall'Età dell'oro ai giorni nostri

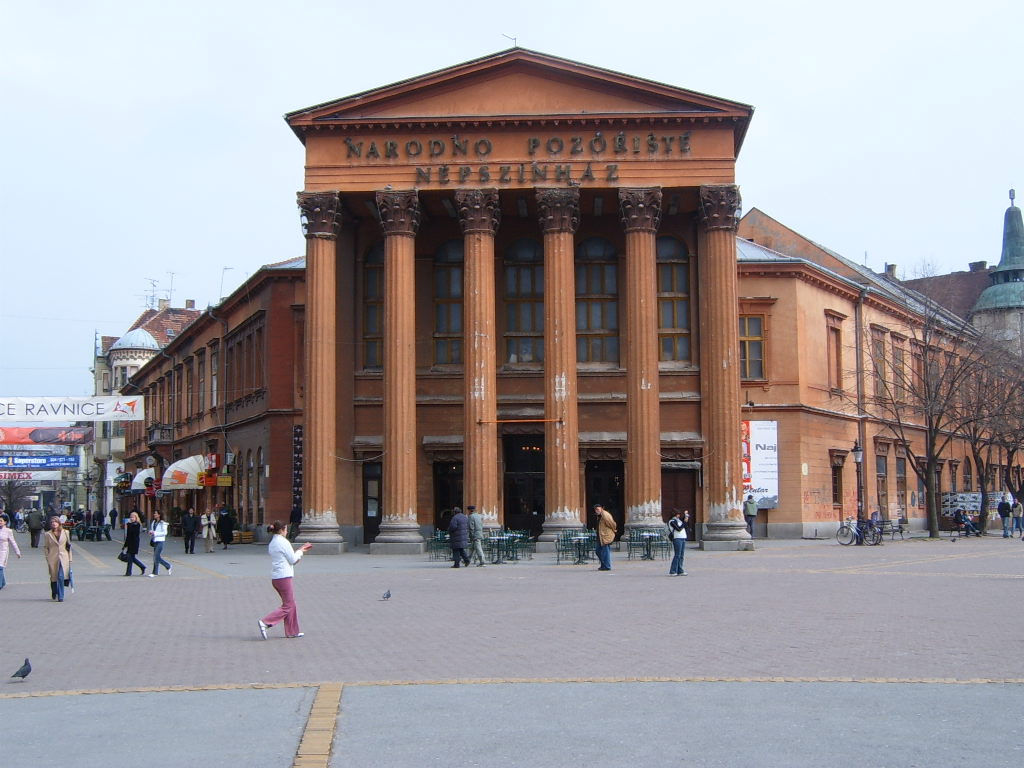
Il teatro di Subotica (1853)

Alla costituzione della doppia monarchia d'Austria-Ungheria del 1867, fece seguito il periodo che viene spesso definito l'"Età dell'Oro di Subotica". In città era già stato costruito un importante teatro nel 1853 e molte scuole e istituti vennero aperti dopo il 1867. Nel 1869 la ferrovia connetté la città al mondo; nel 1896 venne costruita la prima centrale elettrica che fece da volano a una crescita ancora più rapida dell'economia della zona. Il centro di Subotica venne decorato con lo stile architettonico dell'Europa centrale di fine secolo.
Subotica appartenne all'Austria-Ungheria fino alla conclusione della prima guerra mondiale, quando divenne parte del Regno dei Serbi, dei Croati e degli Sloveni. Separata dai legami culturali ed economici che storicamente intratteneva con l'Europa centrale, Subotica divenne una città di confine nella nuova Jugoslavia, e non godette di quella crescita economica propria del periodo pre-bellico.
Nel 1941 la Jugoslavia venne invasa della truppe dell'Asse, e la Serbia settentrionale, inclusa Subotica, venne annessa all'Ungheria.
Durante la seconda guerra mondiale, il periodo che viene chiamato Horthy (1941-1944), dal nome dell'ammiraglio che guidava l'Ungheria alleata dei Nazisti, ebbe conseguenze catastrofiche per Subotica, che perse 7 000 cittadini. Durante la guerra le truppe occupanti uccisero numerosi civili e almeno 4 000 Ebrei di Subotica vennero deportati, mentre vennero uccisi anche molti comunisti. I cittadini di Subotica di ogni nazionalità (Ungheresi, Serbi, Bunjevci, Croati, Ebrei e altri) combatterono assieme nella Resistenza partigiana contro le truppe dell'Asse. La maggior parte dei capi del movimento di Resistenza a Subotica, incluso il segretario del Partito Comunista, erano Ungheresi o Ebrei di lingua ungherese. Nel 1944, gli occupanti lasciarono la città, che divenne parte della nuova Jugoslavia socialista. Dopo la guerra ci furono diverse esecuzioni per chi aveva collaborato con i Nazisti nonché omicidi per vendette personali, finché, terminato il periodo transitorio, venne ristabilito l'ordine nel nuovo Paese che si stava costruendo.
Nel periodo post-bellico Subotica conobbe comunque un periodo di ammodernamento. Durante gli anni novanta, caratterizzati dalle guerre jugoslave e la guerra del Kosovo, un numero considerevole di rifugiati Serbi provenienti dalla Croazia, dalla Bosnia ed Erzegovina e dal Kosovo si stabilirono a Subotica, mentre alcuni Ungheresi e Croati decisero di lasciare la città per la crisi economica in cui era sprofondata la Serbia e per la politica condotta da Slobodan Milošević (anche diversi Serbi decisero di lasciare la città e il Paese per le stesse ragioni).

## Municipalità

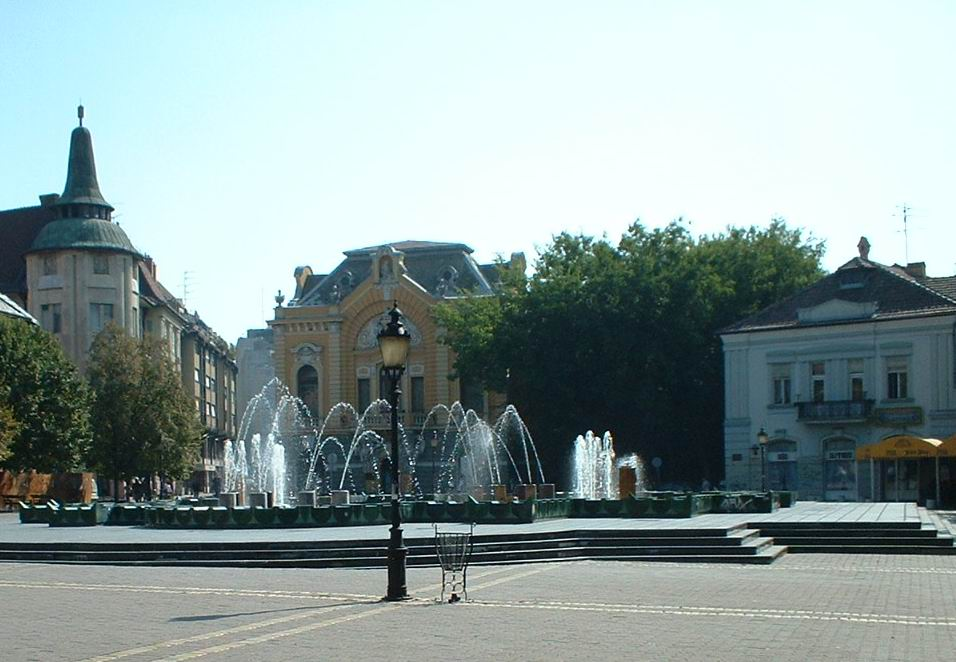
Ceramiche zsolnay della fontana verde nel centro di Subotica

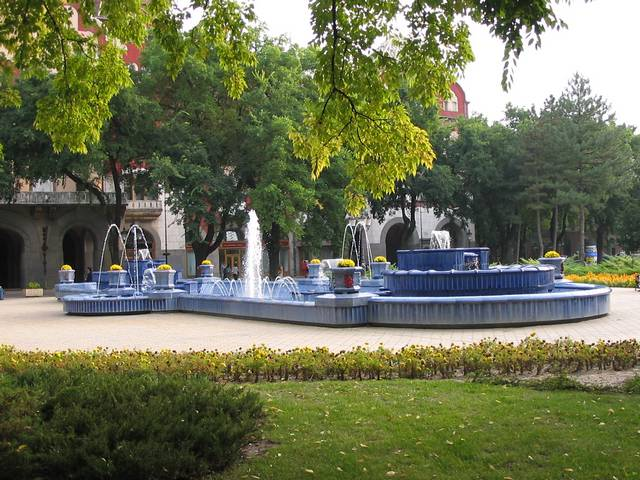
La fontana plava (Плава, cioè blu) di Subotica

La municipalità di Subotica comprende la città capoluogo, la città di Palić (ungherese: Palicsfürdő) e 17 villaggi. Essi sono:
- Bajmok
- Bački Vinogradi (ungherese: Királyhalom o Bácsszőlős)
- Bačko Dušanovo (ungherese: Zentaörs)
- Bikovo
- Višnjevac
- Gornji Tavankut
- Donji Tavankut
- Đurđin
- Kelebija (ungherese: Kelebia)
- Ljutovo
- Mala Bosna
- Mišićevo
- Novi Žednik
- Stari Žednik
- Hajdukovo (ungherese: Hajdújárás)
- Čantavir (ungherese: Csantavér)
- Šupljak (ungherese: Ludas)

Nota: Per il luoghi abitati a maggioranza etnica ungherese, relativa o assoluta, i nomi sono indicati anche in lingua magiara.

## Quartieri cittadini
- Prozivka
- Ker
- Centar 1
- Dudova Šuma
- Železničko Naselje
- Novo Naselje
- Srpski Šor
- Zorka

## Società

### Evoluzione demografica
Gruppi etnici: Subotica è una città e una municipalità multietnica.
La popolazione della municipalità di Subotica è composta, secondo i dati del censimento del 2002, da:
- Ungheresi 57.092 (38,47%)
- Serbi 35.826 (24,14%)
- Croati 16.688 (11,24%)
- Bunjevci 16.254 (10,95%)
- Iugoslavi 8.562 (5,76%)
- Montenegrini 1.860 (1,25%)
- altri

La popolazione della città di Subotica è composta, secondo il censimento del 2002, da:
- Ungheresi 34.983 (34,99%)
- Serbi 26.242 (26,25%)
- Bunjevci 10.870 (10,87%)
- Croati 10.424 (10,43%)
- Jugoslavi 6.787 (6,79%)
- Montenegrini 1.596 (1,60%)
- Rom 1.171 (1,17%)
- altri

Lingue parlate nella municipalità di Subotica (secondo il censimento del 2002):
- serbo 69.155 (46,60%)
- ungherese 57.608 (38,82%)
- croato 8.806 (5,93%)
- altro 8.914

La lingua dei bunjevci (bunjevački jezik) è parlata anche a Subotica, ma non è stata considerata separatamente nel censimento del 2002 effettuato dall'Ufficio Statistico della Serbia. I parlanti di questa lingua sono stati indicati nella categoria “altre lingue”  (PDF). Alcuni bunjevci hanno dichiarato come lingua materna il serbo o il croato. Tuttavia la lingua dei bunjevci sarà considerata separatamente nei futuri censimenti, poiché essi hanno espresso la volontà di conservare e salvaguardare la loro lingua. Hanno inoltre manifestato il desiderio di poter studiare nella scuola pubblica la loro lingua e lo Stato serbo probabilmente fornirà questo servizio.
La città rappresenta il centro politico e culturale per gli ungheresi, i bunjevci e i croati della Voivodina. Inoltre la maggior parte di coloro che nella Voivodina si dichiarano tuttora iugoslavi, probabilmente perché parte di una famiglia "mista" o per convinzioni politiche e personali, risiedono a Subotica.
Luoghi a maggioranza ungherese (relativa o assoluta) sono: Subotica (ungherese: Szabadka), Palić (Palicsfürdő), Hajdukovo (Hajdújárás), Bački Vinogradi (Bácsszőlős), Šupljak (Alsóludas), Čantavir (Csantavér), Bačko Dušanovo (Zentaörs) e Kelebija (Alsókelebia).
Luoghi a maggioranza serba (relativa o assoluta): Bajmok, Višnjevac, Novi Žednik e Mišićevo.
Luoghi popolati a maggioranza dai Bunjevci e da Croati: Mala Bosna, Đurđin, Donji Tavankut, Gornji Tavankut, Bikovo, Stari Žednik e Ljutovo.
Bajmok (ungherese: Bajmok), Višnjevac (ungherese: Meggyes) e Stari Žednik (ungherese: Nagyfény) sono popolati da più del 20% da Ungheresi, come del resto nei luoghi abitati in maggioranza da Ungheresi sono presenti significative percentuali di Serbi, Croati e Bunjevci.

### Religione
Religioni nella municipalità di Subotica (secondo il censimento del 2002):
- Cattolici 93.521 (63.02%)
- Ortodossi 38.523 (25.96%)
- Protestanti 2.794 (1.88%)
- altro

Subotica è il centro della diocesi cattolica di Subotica, corrispondente alla regione della Bačka che appartiene alla Serbia. L'area compresa nei dintorni di Subotica presenta la più alta presenza di cattolici dell'intera Serbia, circa il 70% dell'intera popolazione. Le lingue utilizzate nella liturgia sono principalmente l'ungherese e il croato. In città ci sono otto parrocchie cattoliche, un centro spirituale francescano (sono presenti sia frati che suore francescane), una comunità dell'ordine domenicano e due congregazioni di sorelle agostiniane. La diocesi di Subotica ha l'unico istituto d'istruzione superiore cattolico (Paulinum) di Serbia.
Dopo la comunità cattolica, molto importanti sono anche le altre confessioni cristiane: la Chiesa ortodossa serba è presente con due importanti chiese, mentre i Protestanti hanno costruito due edifici di culto, uno luterano e l'altro calvinista.
La comunità ebrea di Subotica è la terza della Serbia, dopo quelle di Belgrado e Novi Sad. Le stupefacenti proporzioni e la bellezza della sinagoga di Subotica nello stile Art Nouveau ungherese rappresentano l'eredità di una comunità che un tempo contava 6.000 membri. Oggi, meno di 200 persone di origine ebraica rimangono a Subotica.

## Arte e monumenti

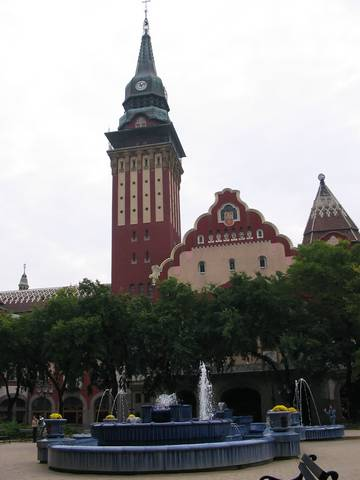
Il municipio cittadino in stile Art Nouveau

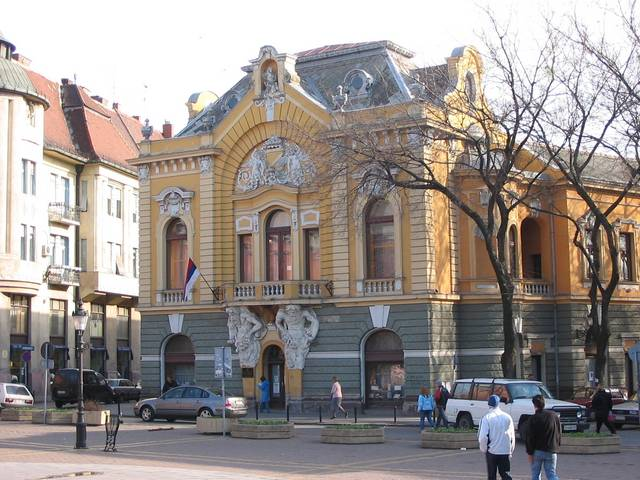
La biblioteca

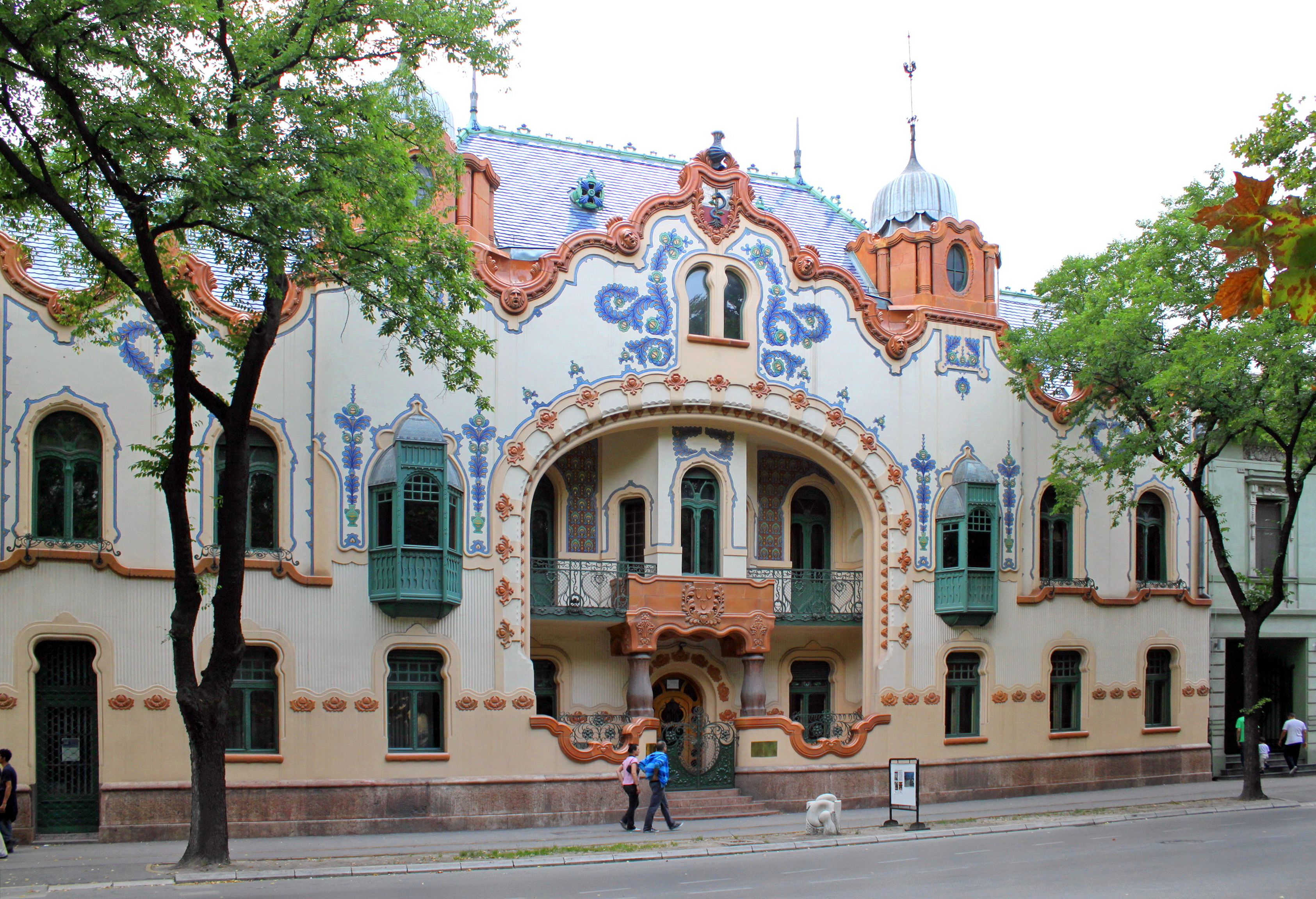
Edificio nel centro di Subotica

Città unica in Serbia, Subotica presenta la gran parte dei propri edifici nello stile dell’Art Nouveau.
In particolare il municipio (costruito nel 1908-1910) e la sinagoga (1902) sono di notevole pregio. Sono stati costruiti dagli architetti ungheresi, Marcell Komor e Dezső Jakab di Budapest. Un altro esempio eccezionale di art nouveau è l'attuale edificio di convegni e incontri artistici, che venne costruito nel 1904 da Ferenc J. Raichle.
Gli edifici religiosi cittadini più rilevanti sono: la cattedrale cattolica di Santa Teresa d'Ávila del 1797, il monastero francescano del 1723, la chiesa ortodossa del XVIII secolo, la sinagoga, e la chiesa ortodossa in Aleksandrovo, entrambe del XVII secolo.

## Istruzione
Subotica è una nota città universitaria e vanta diverse prestigiose facoltà, nonché importanti istituti di istruzione.

### Istituti secondari
- Istituto per la formazione degli insegnanti, fondato nel 1689, il più antico della regione;
- Ginnasio "Svetozar Marković" sito web
- Liceo - Istituto d'istruzione a indirizzo filologico-letterario "Dezső Kosztolányi"
- Liceo - Istituto d'istruzione a indirizzo filologico-classico "Paulinum" della Diocesi cattolica di Subotica
- Istituto musicale
- Istituto elettro-meccanico "MESŠC", recentemente rinominato "Tehnička Škola - Subotica" sito web
- Istituto a indirizzo economico "Bosa Milićević"
- Scuola politecnica
- Istituto a indirizzo chimico "Lazar Neśić"
- Istituto a indirizzo medico

### Facoltà prestigiose
- Facoltà di Ingegneria civile sito web
- Facoltà di Elettronica-Meccanica-Programmazione "VTŠ" sito web
- Facoltà di Economia sito web

## Quotidiani e periodici
Quotidiani e periodici pubblicati a Subotica:
- Subotičke novine, il principale settimanale serbo (sito web).
- Magyar Szó, in ungherese, fondato nel 1944, pubblicato a Subotica dal 2006.
- Bunjevačke novine, in Bunjevac.
- Hrvatska riječ, in croato.

## Amministrazione

### Gemellaggi
Subotica è gemellata con le seguenti città:
- Akron
- Baja
- Budapest
- Dunajská Streda
- Elche
- Isola
- Kanjiža
- Kecskemét
- Kiskunhalas
- Monaco di Baviera
- Namur
- Olomouc
- Odorheiu Secuiesc
- Osijek
- Seghedino
- Tilburg
- Turku
- Ulma
- Wolverhampton
- Zirc

## Sport

### Calcio
La squadra principale della città è lo Spartak Zlatibor Voda.

### Pallacanestro
La squadra principale della città è il KK Spartak Subotica.